# Overholung
Overholung (lub owerholung) – obrócenie o 180°, przy użyciu cum i szpringów, zacumowanej jednostki pływającej w celu np. uzyskania dostępu do drugiej burty dla wykonania prac konserwacyjnych (mycie, malowanie itp.), częściej w celu dogodnego postoju albo właściwego ustawienia jednostki żaglowej dla odejścia z miejsca cumowania bez użycia napędu mechanicznego (jedynie na żaglach). Na jednostkach mających płetwę sterową, silnik zaburtowy itp. zawieszone bezpośrednio na rufie wygodniejsze i bezpieczniejsze może być obracanie dziobem do nabrzeża. Na jednostkach z bukszprytem (zwłaszcza z delfiniakiem) szczególnie przy wysokim nabrzeżu dogodniejsze może być obracanie rufą do kei.